# Todesfall Anthony Smith
Anthony Lamar Smith war ein 24 Jahre alter Afroamerikaner, der in St. Louis, Missouri lebte. Er wurde am 20. Dezember 2011 von Jason Stockley, einem Beamten der St. Louis Police, nach einer Verfolgungsjagd mit fünf Schüssen erschossen. Die näheren Umstände seines Todes sind umstritten. Am 15. September 2017 wurde Stockley von einem Gericht in St. Louis vom Vorwurf des vorsätzlichen Mordes freigesprochen. Daraufhin kam es in der Stadt zu teilweise gewaltsamen Protesten gegen das Urteil. Sie reihten sich ein in eine breitere Bewegung der Black-Lives-Matter-Aktivisten, die gegen Rassismus und die Willkür US-amerikanischer Polizeibehörden und des Justizwesens protestiert.

## Fall
Anthony Lamar Smith wurde im Jahr 2007 wegen illegalen Waffenbesitzes und drei Jahre später wegen des Handels mit Marihuana angeklagt und 2010 zu einer Gesamtstrafe von fünf Jahren Haft verurteilt. Er verbüßte 14 Monate seiner Strafe und kam dann auf Bewährung frei.
Jason Stockley (* 1981) und sein Kollege Brian Bianchi verfolgten Anthony Smith, weil sie vermuteten, dieser habe einen Drogendeal im Walnut Park West Neighborhood vollzogen. Die Verfolgung endete, nachdem Stockley seinem Partner befohlen haben soll, mit dem Streifenwagen auf der Kreuzung West Florissant Avenue und Goodfellow Boulevard in Nord St. Louis den Wagen von Smith zu rammen.
Was dann geschah, ist unklar, und wurde später vom Gericht zu klären versucht. Nach Zeugenaussagen und Dashcam-Aufnahmen habe Stockley den Fahrer durch das Seitenfenster angeherrscht, die Autotür zu öffnen. Nach Stockleys Aussage habe der Fahrer der Aufforderung keine Folge geleistet, sondern im Wagen nach einer Waffe gesucht, worauf er insgesamt fünfmal auf ihn schoss. Im Auto von Smith wurde später ein Revolver und Heroin gefunden. Neben seiner Dienstwaffe hatte Jason Stockley zu diesem Zeitpunkt auch sein privates Sturmgewehr vom Typ AK-47 bei sich gehabt, das er im Dienst nicht tragen durfte.

## Prozess
Die Staatsanwaltschaft klagte Jason Stockley wegen vorsätzlichen Mordes an. Als Beweis führte sie ein Video an, das während der Verfolgungsjagd von der Überwachungskamera ihres Streifenwagens aufgezeichnet wurde. Auf der Tonspur wurde das Gespräch zwischen Bianchi und Stockley aufgezeichnet. Hier ist zu hören, wie Stockley sagt, er werde den von ihnen verfolgten Mann töten (“going to kill this motherfucker, don’t you know it”). Auf dem Video ist nicht zu verstehen, was unmittelbar davor oder danach gesagt wurde. Auf diesen Umstand bezugnehmend, entschied der vorsitzende Richter, dass Stockleys Aussage möglicherweise aus dem Zusammenhang gerissen worden sei und sie daher keinen schlüssigen Beweis für seine Mordabsicht darstelle.
Stockley sagte auch vor Gericht aus, er habe bei der Festnahme den Verdächtigen Smith eine Waffe halten sehen und sich bedroht gefühlt. Die Staatsanwaltschaft warf Jason Stockley dagegen vor, die gefundene Waffe im Auto von Anthony Smith platziert zu haben. Nach einer DNS-Analyse wurden auf der besagten Waffe keine DNS-Spuren des Opfers, hingegen solche des Polizisten gefunden.
Das St. Louis Public Radio wies darauf hin, dass Stockley seit 2005 der erste Beamte gewesen sei, der für eine Schießerei im Dienst belangt wurde, und dass er den Polizeidienst in St. Louis im Jahr 2013 verlassen habe.

## Proteste
Am 15. September 2017 brachen in St. Louis teilweise gewaltsame Proteste aus, die sich gegen die Polizei richteten. Einige Protestteilnehmer bewarfen das Haus der städtischen Bürgermeisterin mit Pflastersteinen, worauf die Polizei Tränengas einsetzte. Am nächsten Tag annullierten die Band U2 und der Sänger Ed Sheeran aus Sicherheitsbedenken ihre geplanten Konzerte in der Stadt.
Die Bürgerrechtsorganisation ACLU kündigte an, die Polizei von St. Louis wegen ihres harten Vorgehens gegen Demonstranten zu verklagen. Sie forderte, die Sicherheitskräfte müssten alle Video-Aufzeichnungen und sonstigen Beweismittel zu ihren Einsätzen am Wochenende des 16. und 17. September aufbewahren. Bis zum Abend des 17. September 2017 hatte die Polizei 123 Personen festgenommen. Offenbar wurden auch völlig Unbeteiligte und Journalisten festgenommen.